# Регуляторы метаболизма железа
Железо является важным элементом в биологии, необходимым для многочисленных клеточных процессов. Избыток или недостаток железа может принести вред организму.
У млекопитающих нет контролируемых механизмов выведения избытка железа, следовательно, гомеостаз железа в организме регулируется в местах абсорбции и утилизации отходов. Печень стала основным местом системной регуляции железа, являясь местом, где вырабатывается железо-регуляторный гормон гепсидин.
Гепсидин является негативным регулятором поглощения и переработки железа. Он связывается с единственным известным клеточным экспортером железа ферропортином и вызывает его интернализацию и деградацию, тем самым уменьшая отток железа из клеток-мишеней и снижая уровень сывороточного железа. Большая часть исследований в области метаболизма железа сосредоточена на регуляции гепсидина и его взаимодействия с ферропортином.

## Поглощение железа

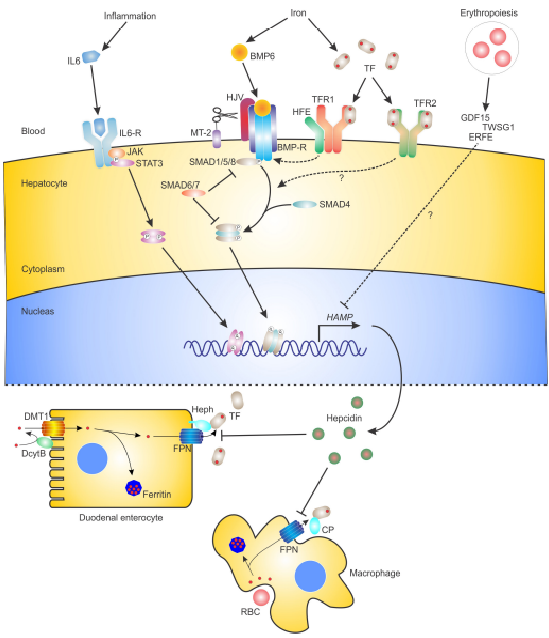
Схематическое изображение основных молекул и путей регуляции экспрессии гена HAMP в гепатоцитах и функции HAMP в регуляции FPN. IL-6, интерлейкин 6; IL-6-R, рецептор IL-6; BMP6, костный морфогенетический белок 6; BMP-R, рецептор BMP; HJV, гемоювелин; МТ-2, матриптаза-2; HFE, белок гемохроматоза; GDF15, фактор дифференциации роста 15; ERFE, эритроферрон; DMT1, двухвалентный металлический транспортер 1; DcytB, дуоденальный цитохром B.

Приблизительно 2 мг железа всасывается ежедневно в двенадцатиперстной кишке и проксимальном отделе тонкой кишки. Это компенсируется потерями в результате шелушения кожи, отслоения эпителиальных клеток кишечника и кровопотери. Тело человека не имеет контролируемых механизмов выведения железа, поэтому уровень железа в организме балансируется путем регулирования поглощения железа. Железо в рационе находится в форме Fe3+, степень окисления сначала нужно уменьшить до Fe2+, прежде чем оно может быть поглощено; это достигается действием мембраносвязанной железоредуктазы двенадцатиперстной кишки.
Для входа в системную циркуляцию железу необходимо пересечь базолатеральную мембрану кишечных энтероцитов. Это достигается единственным известным экспортером железа, ферропортином, белком трансмембранного домена, кодируемым SLC40A1 геном.
Ферропортин является единственным известным белок-экспортёром клеточного железа. Это выражено наиболее высоко в макрофагах, дуоденальных энтероцитах и гепатоцитах, то есть в тех типах клеток, что участвуют в переработке железа, абсорбции и хранении. Экспрессию ферропортина можно контролировать на транскрипционном, трансляционном и посттрансляционном уровне.
мРНК ферропортин содержит функциональный IRE (Iron response element) в его 5’UTR и, подобно H и L ферритину, его перевод подавляется в условиях дефицита железа, с результирующим сокращением экспорта клеточного железа.
На системном уровне наиболее важный механизм, регулирующий ферропортин, включает печеночный железо-регуляторный гормон гепсидин. Гепсидин первоначально был идентифицирован в плазме и моче как маленький, состоящий из 25 аминокислот, печеночный антимикробный пептид. Гепсидин уменьшает клеточный экспорт железа путем связывания с ферропортином и вызывает его интернализацию и деградацию.
Основные молекулы и пути, ответственные за железо, воспаление и эритропоэтическую регуляцию гепсидин в гепатоцитах изображены вверху рисунка. Роль гепсидина из гепатоцитов в регуляции всасывания железа у энтероцитов двенадцатиперстной кишки и рециклинг железа в макрофагах через его взаимодействие с FPN изображены в нижней части рисунка. Маленькие красные круги обозначают железо.

## Ферроптоз
Ферроптоз — это форма регулированной гибели клеток, что происходит в результате железо-зависимого перекисного окисления липидов.
Впервые ферроптоз был описан в 2012 году при проведении высокопроизводительного скрининга молекул, которые избирательно убивают клетки с гиперэкспрессией онкогенного HRas. Однако последующие работы показали, что клетки с активированной HRas не являются единственными мишенями. Ферроптоз также вовлечен в патологическую гибель клеток, связанную с дегенеративными заболеваниями (то есть заболеваниями Альцгеймера, Хантингтона и Паркинсона), канцерогенезом, инсультом, внутримозговым кровоизлиянием, черепно-мозговой травмой, ишемией-реперфузионным повреждением и дегенерацией почек у млекопитающих, а также участвует при тепловом стрессе у растений.
Ферроптоз значительно отличается от таких процессов, как апоптоз, некроз и аутофагия. Морфологически ферроптоз характеризуется уменьшенным размером митохондрий с увеличенной плотностью их мембран. Для ферроптоза не характерно фрагментация ядра, маргинация хроматина, активации каспаз, а также истощение внутриклеточных запасов АТФ. Механистически ферроптоз вызывает гибель клеток путем накопления липидных ROS (активных форм кислорода), что нарушает целостность клеток, текучесть и проницаемость мембран.
Таким образом, образование ROS под действием ионов железа или же ферментов, кофактором которых выступают ионы ферума, является первопричиной ферроптотической гибели клеток. Так увеличение внутриклеточной концентрации железа или активности трансферрина способствуют возрастанию чувствительности клеток к ферроптозу. И наоборот, хелатирования железа снижает ферроптоз.
В ферроптозе также отыграют роль и другие источники ROS. В некоторых клетках ферменты семейства NOX вносят важный вклад в этот процесс, в особенности NOX1 (NAPDH -оксидаза 1), что способствует выработке NAPDH, и впоследствии активных форм кислорода. NAPDH продуцируется несколькими клеточными реакции, но пентозофосфатный путь особенно важен для ферроптоза в Ras-мутированных раковых клетках.

### Модуляторы и ингибиторы ферроптоза
Модуляторы ферроптоза были определены путем изучения ферроптических механизмов. Так разделяют индукторы I и II классов.
Индукторы ферроптоза класса I косвенно снижают функцию GPX4 (глутатион-зависимой пероксидазы), истощая GSH (глутатион).
Индукторы ферроптоза класса I включают:
- Эрастин, производные эрастина (альдегид эрастин, морфолин эрастин II и пиперазин эрастин)
- Бутионинсульфоксимин
- DPI2
- Глутамат
- Ланперизон
- Сульфасалазин
- SRS13-45, SRS13-60
- Сорафениб

Индукторы ферроптоза класса II напрямую ингибируют функцию GPX4 и включают DPI7, DPI10, DPI12, DPI13, DPI17, DPI18, DPI19, ML162 и RSL3.
Ингибиторы ферроптоза проявляют различные механизмы действия, что в основном нацелены на уменьшение концентрации ROS. К ним относятся:
- Антиоксиданты
- Ферростатин-1 и его производные (SRS8-72, SRS11-92, SRS12-45, SRS13-35, SRS13-37, SRS16-86)[11]
- β-меркаптоэтанол
- Хелаторы железа: десфероксамин, 2,2-бипиридил и циклопироксоламин
- Циклогексимид
- Феноксиуксусная кислота
- Эбселен

## Патологии при метаболизме железа
Изучение заболеваний, связанных с дефицитом железа или избытка железа было ключом к улучшению понимания гомеостаза железа и его регуляции. Дефицит железа является наиболее часто встречающимся среди прочих необходимых элементов во всем мире. Согласно данным ВОЗ, примерно 25 % населения страдает от железодефицитной анемии. Причиной этой анемии может послужить как низкое потребление железа, так и инфекционные болезни и другие причины хронического воспаления, которые уменьшают поглощение и доступность железа. Избыток железа, в свою очередь, также может нанести вред здоровью. Избыток железа обычно наследуется и обусловлен первичными дефектами в молекулах, регулирующих гомеостаз железа и называются наследственными гемохроматозом. Избыточное накопление железа в тканях может привести к повреждению тканей и заболеваний, в том числе фиброзу печени, сахарному диабету, артропатии, дисфункции эндокринной системы и кардиомиопатии.

## Роль железа в канцерогенезе
Железо, из-за своей способности участвовать в окислительно -восстановительных процессах и образовании свободных радикалов, может стать косвенной причиной развития рака. Также известно, что железо играет определенную роль в микроокружении опухоли и в метастазе.
В популяционных исследованиях используются четыре основных подхода для изучения взаимосвязи между железом и риском развития рака. Один был нацелен на определение связанного с трансферрином (TF) ионов железа (Fe3 +). Второй аналитический подход исследовал связь между потреблением железа в рационе и риском развития рака. Так было показано повышение риска развития колоректального рака при более высоком потреблении железа. Также были подходы, что заключались в использовании генетически индуцированного накопления железа. В совокупности они подтверждают модель, в которой повышенные уровни железа в организме связаны с повышенным риском развития рака.
Для злокачественных клеток замечено характерное повышение внутриклеточной концентрации железа, что стимулирует активность железо зависимых белков и способствует усилению пролиферации.

## Внутриклеточные процессы с участием железа и их связь с раком

#### Накопление железа
Многие исследования показали, что раковые клетки имеют повышенную экспрессию трансферринового рецептора 1 (TFRC1), что связывает трансферрин и необходим для связывания железа и регуляции роста клеток. Особенно это проявляется при раке молочных желез, клеток почек и немиелиновых клеток легких.
Экспрессия TFRC1 регулируется на посттранскрипционном уровне IRP в ответ на внутриклеточные уровни железа. TFRC1 также является прямой транскрипционной мишенью онкопротеина c-Myc.
В дополнение к увеличению усвоения железа раковые клетки могут увеличивать концентрацию внутриклеточного железа за счет модулирования уровня ферритина, что выступает пулом железа. Ферритин накапливает избыточное железо, тем самым предотвращая образование ROS под действием ионов ферума. Гипо экспрессия ферритина наблюдается во многих раковых тканях, включая рак молочной железы, поджелудочной железы и гепатоцеллюлярный рак, лимфому Ходжкина и мультиформную глиобластому.

#### Отток железа
Отток железа, опосредованный FPN-1 (ferroportin-1) и контролируемый пептидным гормоном гепсидином, играет важную роль в росте опухоли и метастазировании. Изменение регуляции FPN-1 наблюдается при многих типах рака (молочной железы, простаты, гепатоцеллюлярного рака).
Экспрессия FPN-1 регулируется на транскрипционном, посттранскрипционном и посттрансляционном уровнях. В макрофагах FPN-1 транскрипционно регулируется гемом, который увеличивает транскрипцию FPN-1 путем модуляции связывания Bach1 (BTB domain and CNC homolog 1). Bach1 с элементом антиоксидантного ответа (ARE) присутствует в промоторной последовательности FPN-1 и репрессирует его транскрипцию. Гем вызывает деградацию Bach1, что приводит к угнетению процесса транскрипции. Другим фактором, влияющим на транскрипцию FPN-1, является гипоксия; активация индуцируемого гипоксией фактора (HIF) в энтероцитах усиливает экспрессию FPN-1.
Посттранскрипция, FPN-1 регулируется IRP. Большинство типов клеток преимущественно экспрессируют мРНК изоформы 1a FPN-1, которая содержит 5'-IRE. В условиях дефицита железа IRP связываются с 5'-IRE, репрессируя трансляцию FPN-1 и снижая экспрессию FPN-1 на клеточной мембране.
FPN-1 также регулируется посттрансляционно пептидным гормоном гепсидином, который связывается с FPN-1, что приводит к его протеолизу в лизосомах.
Механизмы, лежащие в основе снижения экспрессии FPN-1 в раковых клетках, до конца не изучены.

#### Железо и микроокружение опухоли
Опухоли существуют в богатой микросреде, которая включает эндотелиальные клетки и макрофаги. Недавно было показано, что M2-поляризованные макрофаги вызывают такую экспрессию генов, что влияет на отток железа: увеличение ферропортина и уменьшение ферритина. Таким образом кондиционированная среда из макрофагов М2 способствует накоплению избытка железа и пролиферации опухолевых клеток. Ферритин, который наиболее известен своей ролью пула внутриклеточного железа, также секретируется макрофагами. Он может способствовать ангиогенезу опухоли, связывая расщепленный высокомолекулярный кининоген (HMWK; также известный как кининоген 1), которая является эндогенным ангиогенезным ингибитором.